# José Javier Trujillo
José Javier Trujillo ist ein ehemaliger mexikanischer Fußballspieler, der in der Verteidigung agierte.

## Laufbahn
Trujillo gewann mit dem Hauptstadtverein Club Universidad Nacional die ersten beiden Meistertitel in der Vereinsgeschichte der Pumas. Sein Anteil hieran war jedoch von untergeordneter Bedeutung, weil Trujillo in der Spielzeit 1976/77 lediglich zu einem zwanzigminütigen Einsatz in den an die Punktspielrunde anschließenden Liguillas kam und er auch in der Saison 1980/81 mit insgesamt drei Einsätzen (zwei in der Punktspielrunde und ein weiterer erneut in den Liguillas) nicht zur Stammformation gehörte.

## Erfolge
- Mexikanischer Meister: 1976/77, 1980/81